# George Dance der Ältere

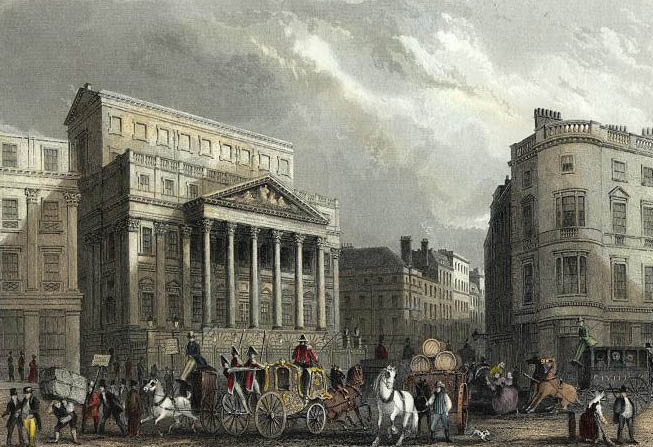
Historische Darstellung des von Dance erbauten Mansion House

George Dance der Ältere (* 1695 in Großbritannien; † 8. Februar 1768 in London) war ein britischer Architekt und Vermesser.
Dance kam im Jahr 1735 nach London. Sein erstes größeres Werk war die Errichtung des Mansion House, des Amtssitzes des Lord Mayor of London. Sein Entwurf im palladianischen Stil setzte sich in der Ausschreibung gegen diejenigen von James Gibbs und Giacomo Leoni durch. Zu seinen weiteren Werken gehören etliche Kirchen in London, darunter St Botolph’s Aldgate (1741–44), die St Mattew’s Church, Bethnal Green und die Shoreditch Church. Ferner erbaute er zahlreiche öffentliche Gebäude und Kirchen in ganz Großbritannien und Nordirland. So gestaltete er unter anderem das 1859 abgerissene Rathaus der Stadt Coleraine in Nordirland.
Dance hatte fünf Söhne, von denen drei ebenfalls hohe Bekanntheit erlangten. Der älteste Sohn James Dance wurde als Schauspieler im Theatre Royal Drury Lane bekannt. Der dritte Sohn Nathaniel Dance-Holland wurde Porträtmaler und Politiker. Der fünfte Sohn George Dance der Jüngere erlangte ebenfalls als Architekt Berühmtheit.
Dances Grab befand sich ursprünglich in der Sakristei der Kirche St Luke’s, Old Street und wurde später in den Friedhof der Kirche verlegt.